# Melchiorre Galluzzi
Melchiorre Galluzzi, detto il Veneziano, noto anche con lo pseudonimo di Melchiorre Veneto (Cologna Veneta, 1550 circa – Cremona, 1599 circa), è stato un pittore italiano della Repubblica di Venezia.

## Vita e opere
Esponente di una nota famiglia di notai che si originava dalla omonima casata bolognese.
Di Galluzzi sono attualmente note solamente due opere certe, poiché firmate: la pala con il Battesimo di Cristo conservata nella chiesa di San Giovanni a Veronella, datata 1586 e commissionata dalla famiglia Serego, e l'Annunciazione del Museo Ala Ponzone di Cremona, datata 1596.. Alessandro Vittoria, coinvolto nella commissione di Veronella, lo ricorda in un documento pubblicato da Guerrino Maccagnan nel 1986 come il "nostro M. Marchioro io lo ho per persona di iudicio e di ingegno, per che el desidera loccasione di faticarssi nella pittura e farssi honore et io non mancherò di favorirlo in tutte quelle occasioni che potrò". A Galluzzi spettavano anche la decorazione di una cappella, andata perduta, e la realizzazione di alcuni stendardi processionali, ugualmente perduti.
Formatosi verosimilmente a Venezia, dove risulta risiedere nel momento in cui realizza la pala di Veronella, alcune sue lettere, come visto, dimostrano che aveva stretto un legame professionale e di amicizia con lo scultore Alessandro Vittoria e col collega pittore Giulio Licinio. Con ogni probabilità partecipò ai cantieri veneziani del nono decennio, ed egli stesso testimonia di essere stato al servizio delle Scuole: "io servo tutte le schuolle grande".
In precedenza era stato ipotizzata una sua formazione cremonese a contatto con il Chiaveghino (Camelli 1930), mentre Alpini ne sottolineò le affinità con la pittura veronese coeva, specie in direzione di Felice Brusasorci (Alpini 1997, p. 119).
Altre lettere indirizzate ai Serego, protettori veronesi del pittore, forniscono altresì ulteriori dati sul suo periodo cremonese: trasferitosi nella città lombarda almeno dal 1592, si stabilì nelle vicinanze della parrocchia di Sant'Agata, dove fu sepolto. A Cremona fu protetto dalle nobili famiglie dei Trecchi e dei Cavalcabò, e battezzò i suoi figli Caterina (1592),  Sofonisba (1594), Maddalena (1597), Giacomo Filippo Giacinto (1599) e Francesco (?)  avuti dalla moglie Polissena Pedroni. Nel 1594, in una lettera indirizzata a Federico Serego, si dichiara: «Vostro fedelissimo servitor Marchior Galluzzi di Chollogna Pittore abitante in Chremona a Santa Agata et per chognome son dimandato il Venitiano in questa cità».
Tra le opere documentate anche un perduto ritratto del musicista Marcantonio Ingegneri e alcune decorazioni dedicate a San Giacinto, forse nella chiesa di San Domenico a Cremona.
Tra i dipinti attribuiti (Zavatta 2016, p. 34, nota 2) anche una Apparizione della Madonna a san Francesco e san Ludovico da Tolosa attualmente nella chiesa di Santa Maria Maddalena a Cremona, altrimenti assegnata a Giovan Battista Maganza (Morandi 2013), e una Annunciazione passata in asta Dorotheum il 9 giugno 2021 (lotto 182) attribuita su suggerimento di Mauro Lucco.
Nella pala di Veronella, in basso l'iscrizione:
propriis erexerunt – rectore d. evangelista vitali ab ipsis patronis
juris patronatus ecclesiae s.jo. baptistae titularis – an[n]o – d – mdlxxxvi
– die x septembris – maelchior gallutius de colonia p. – memoriale così va»

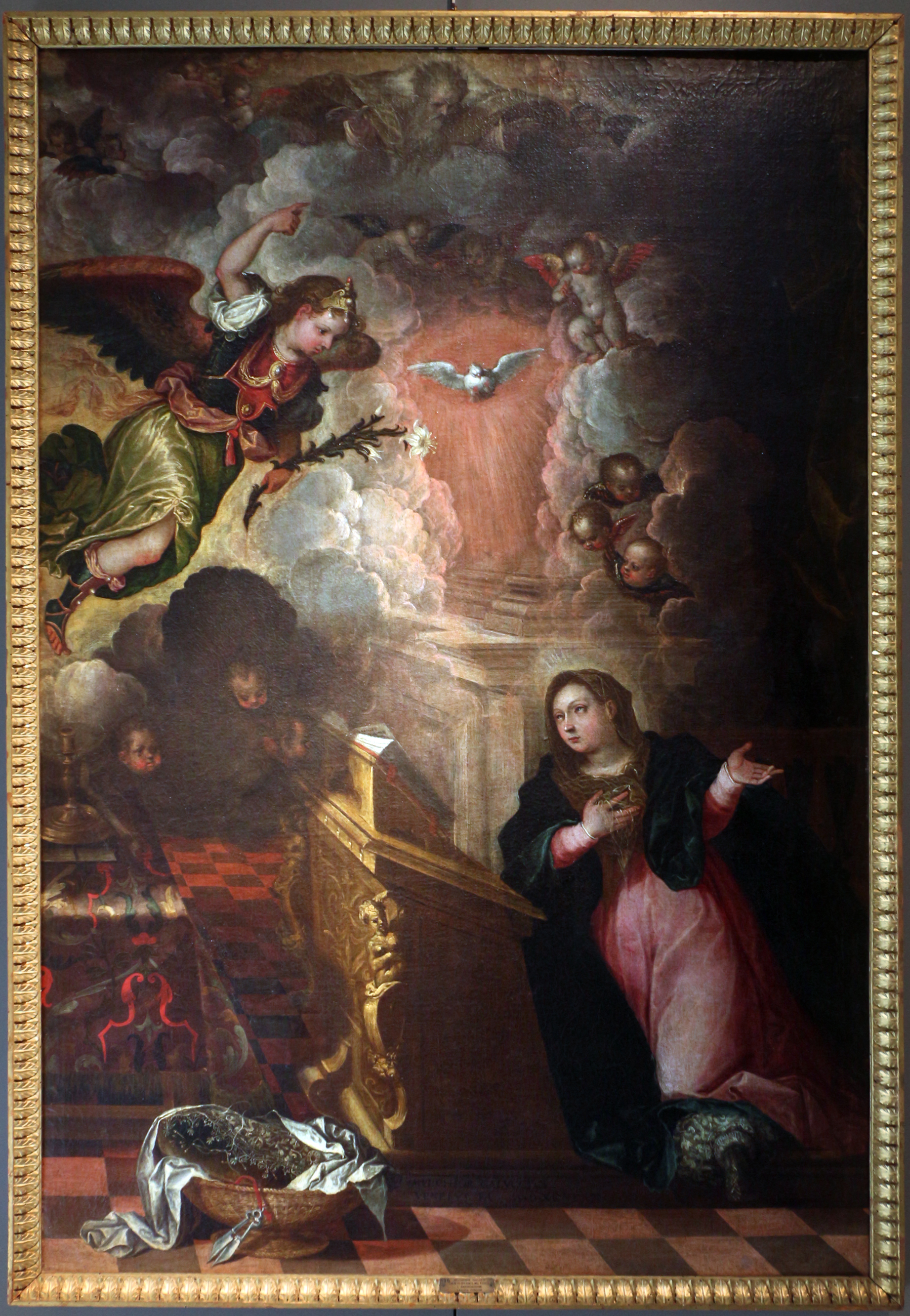
Melchiorre Galluzzi, Annunciazione, Cremona, Pinacoteca Ala Ponzone

## Opere esistenti o documentate
- Opere per le scuole grandi di Venezia (1586)
- Pala di San Giovanni Battista a Veronella (1586)
- Ornamento del "cielo" di una cappella nella chiesa di San Giovanni a Veronella (1586, perduto)
- Gonfaloni per la chiesa di San Giovanni a Veronella (1586, perduti)
- Ritratto di Marcantonio Ingegneri (1594, ubicazione sconosciuta)
- Decorazioni con "hopere di S. Jacinto" a Cremona (nella chiesa di San Domenico?) (1595, perdute)
- Annunciazione, Cremona, Pinacoteca Civica (1596)
- Apparizione della Madonna a san Francesco e a san Ludovico da Tolosa, Cremona, chiesa di Santa Maria Maddalena (1595 circa, attribuita)
- Annunciazione, già Dorotheum, Vienna, 9 giugno 2021, lot. 182